# 유몐어
유몐어(Iu Mien) 또는 몐어(Mien, 중국어: 勉語/勉方言)는 유몐족(중국에서는 야오족으로 분류)이 사용하는 몐어파 언어의 일종이다. 중국, 라오스, 베트남, 태국, 그리고 미국의 몐족 디아스포라에서 사용된다. 화자 수는 약 80만 명이며, 어휘는 킴문어, 뱌오민어, 자오민어와 차례로 가깝다.

## 같이 보기
- 몽어